# William Vitruvius Morrison
William Vitruvius Morrison (Clonmel, 1794 – Bray, 16 ottobre 1838) è stato un architetto irlandese, figlio e collaboratore di Sir Richard Morrison.

## Vita
William Morrison nacque a Clonmel, Contea di Tipperary, secondogenito di Sir Richard Morrison (1767-1849). Il suo secondo nome deriva da Marco Vitruvio Pollione, il celeberrimo architetto romano del I secolo a.C. autore del De architectura. Il padre era a capo, con buon successo, di uno studio privato di architettura a Trinity College, a Dublino. William Vitruvius entrò nello studio paterno nel 1809. Durante il 1821, come ormai consolidata usanza, viaggiò l'Europa, stabilendo come tappe principali Roma e Parigi. Tornato in patria, aprì un proprio studio privato di successo, ma ben presto il suo stato di salute andò peggiorando. Dopo un secondo viaggio nel continente, Morrison morì nella casa paterna a Bray, nella Contea di Wicklow, il 16 ottobre 1838. Le sue spoglie riposano al Mount Jerome Cemetery di Dublino.

## Opere
Morrison progettò numerose opere in collaborazione con il padre: tra queste si ricordano Baronscourt, Contea di Tyrone (dal 1835), Kilruddery, Contea di Wicklow, Ballyfin, Contea di Laois e Fota, Contea di Cork.
Progettò inoltre da solo alcune residenze degne di nota, tra cui il Clontarf Castle a Clontarf, Contea di Dublino (1836–1827), Glenarm Castle e Barbican a Glenarm, Contea di Antrim (1823–1824), Hollybrooke House, Bray, Contea di Wicklow (1835) e Mount Stewart, Newtownards, Contea di Down (1825–1828). Tra i suoi edifici pubblici si ricordano la Court House (tribunale) della Contea di Carlow(1828), la Tralee County Court House, Contea di Kerry (1828) e il Ross Monument di Rostrevor, Contea di Down (1826), dedicato alla memoria del maggior generale Robert Ross (1766–1814).